# Alperton (métro de Londres)
Alperton (en anglais : Alperton tube station ou Alperton Underground Station), est une station de la ligne Piccadilly, branche d'Uxbridge, du métro de Londres, en zone 4 Travelcard. Elle est située sur l'Ealing Road, à Alperton, sur le territoire du borough londonien de Brent, dans le Grand Londres.

## Situation sur le réseau
La station Alperton est établie sur la branche d'Uxbridge de la ligne Piccadilly, entre les stations Park Royal, en direction d'Acton Town, et Sudbury Town, en direction de Uxbridge,. La station dispose de deux voies et deux quais latéraux numérotés 1 et 2. Elle est en zone 4 Travelcard.

Plans de la ligne, du réseau du métro et des transports à Londres
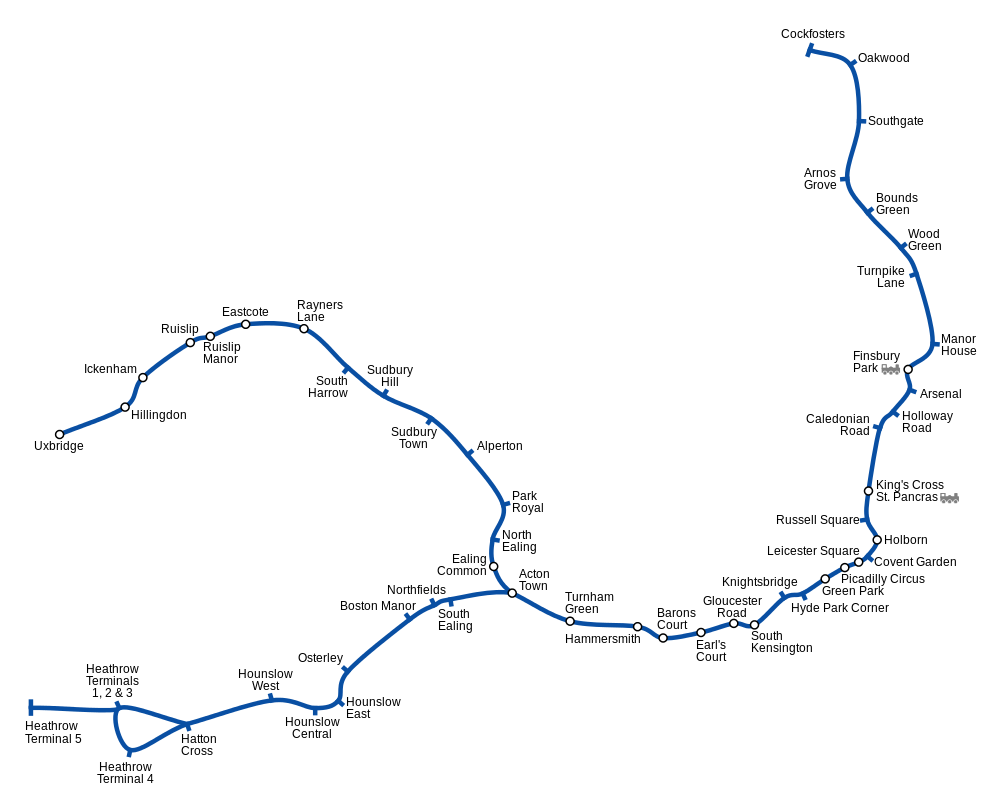
Piccadilly Line.
2009.
2014

## Histoire
La station, alors dénommée Perivale Alperton est mise en service le 28 juin 1903, par le Metropolitan Railway.

## Services aux voyageurs

### Accès et accueil
L'accès principal de la station est situé sur la Ealing Road dans le quartier d'Alperton dans la zone sud de la ville de Wembley.

### Desserte
Alperton est desservie par les rames de la ligne Piccadilly du métro de Londres circulant sur les relations Uxbridge, ou Rayners Lane, et Acton Town ou Cockfosters.

Installations
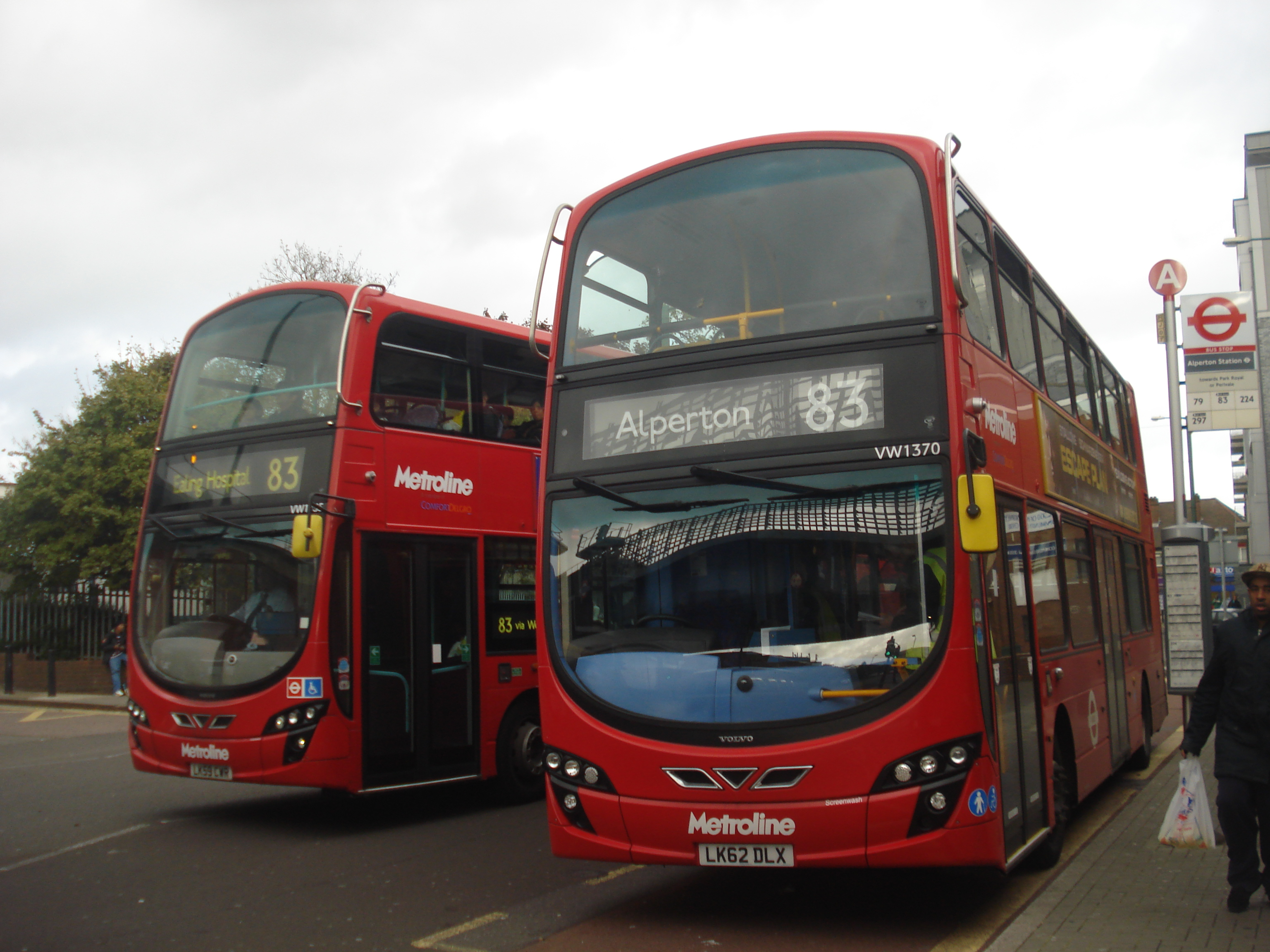
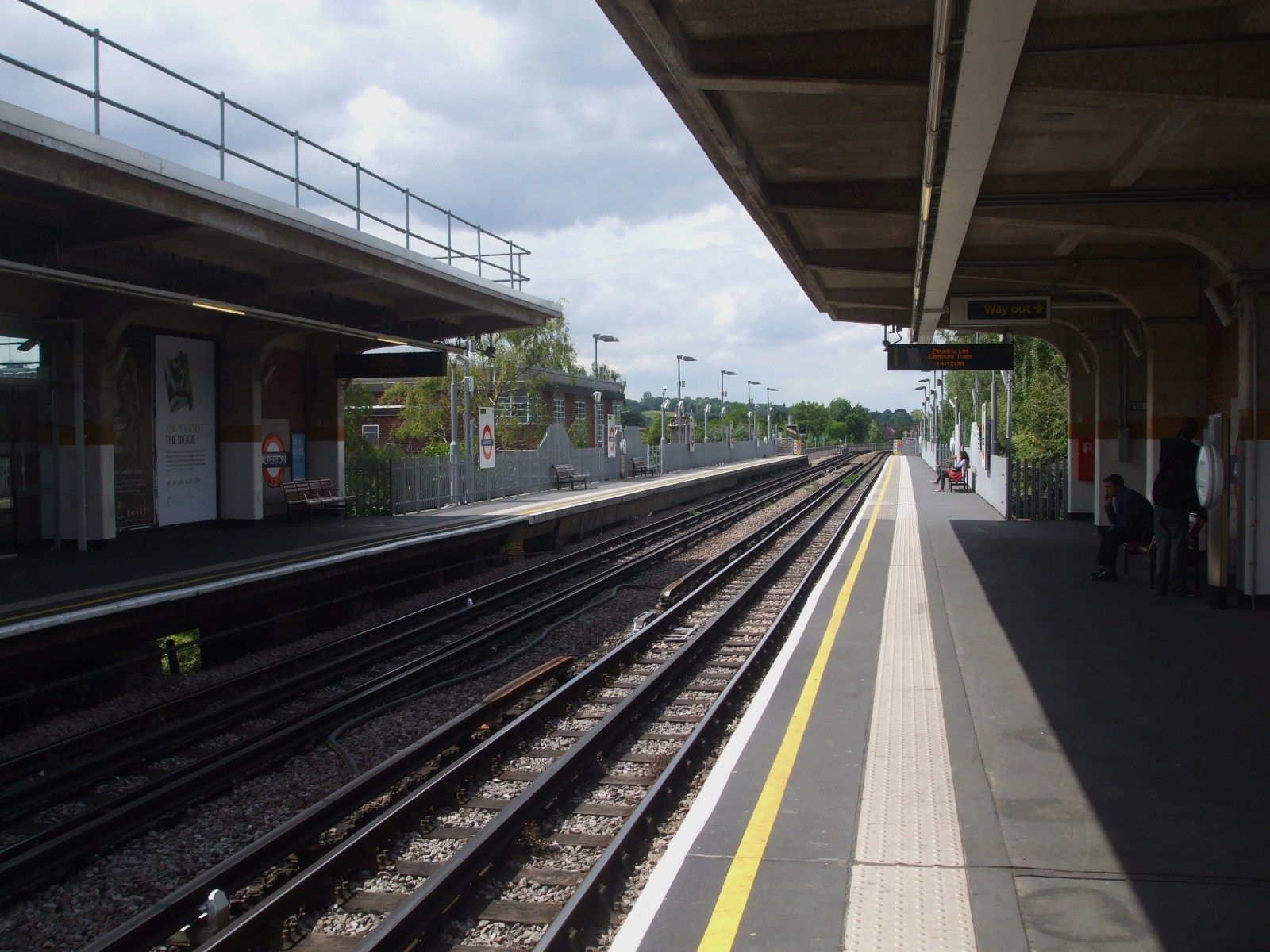
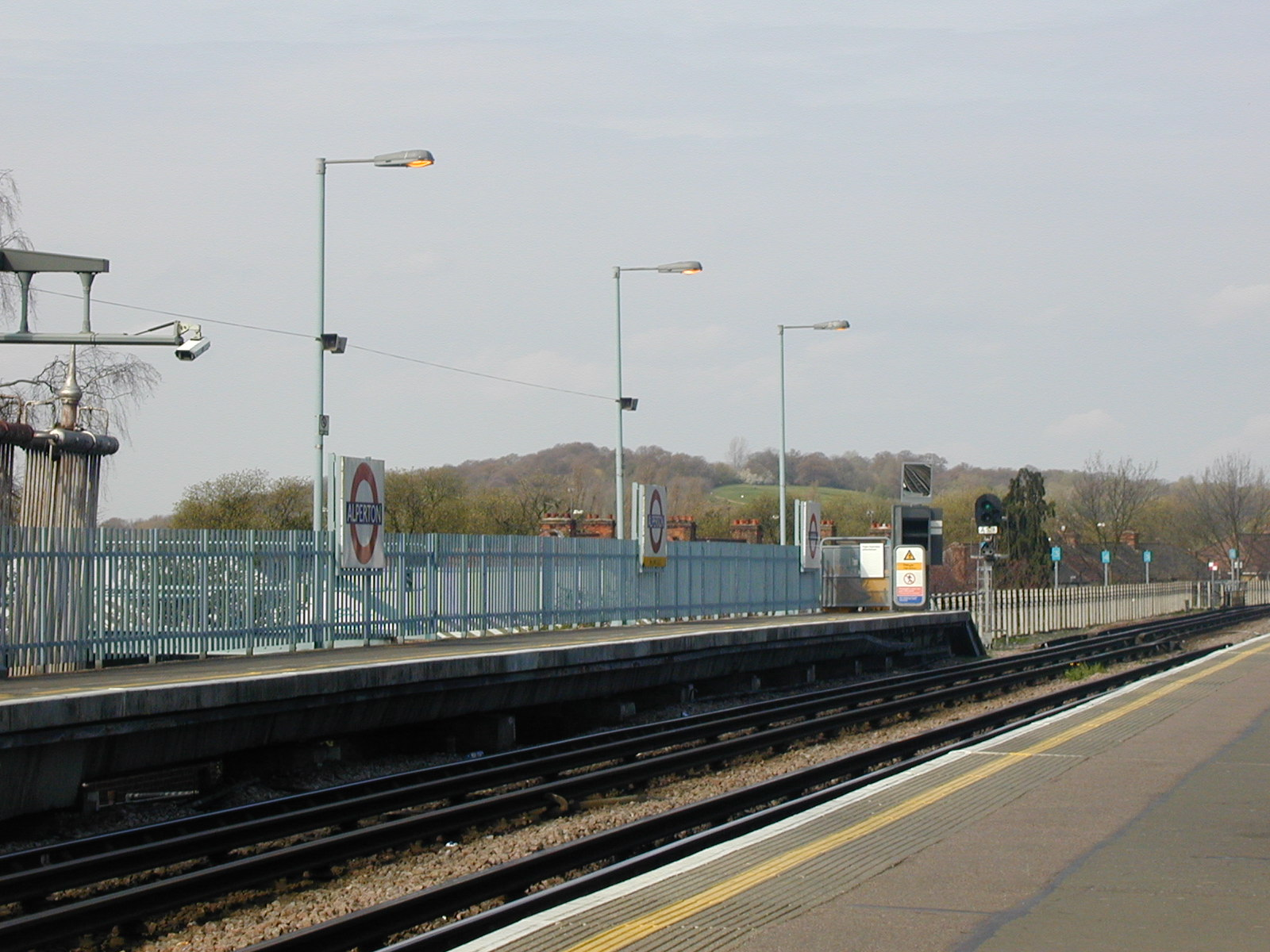

### Intermodalité
La station est desservie par des lignes des autobus de Londres : 79, 83, 224, 245, 297, 487 et N83.

## À proximité
- Alperton (Londres)